# The Cruel Sea (pel·lícula de 1953)
The Cruel Sea és una pel·lícula de guerra britànica de 1953 protagonitzada perJack Hawkins, Donald Sinden, Denholm Elliott, Stanley Baker, Liam Redmond, Virginia McKenna i Moira Lister. Realitzada per Ealing Studios set anys després del final de la Segona Guerra Mundial, va ser dirigida per Charles Frend i produïda per Leslie Norman.
La pel·lícula retrata les condicions en què es va lliurar la batalla de l'Atlàntic entre la Royal Navy i els submarins alemanys, vist des del punt de vista dels oficials i mariners de la marina britànica que van servir en combois d'escorta. Es basa en la novel·la homònima més venuda del 1951 de l'antic oficial de la marina Nicholas Monsarrat, tot i que el guió d'Eric Ambler omet alguns dels moments més tristos de la novel·la.

## Argument
Una veu en off del tinent comandant George Ericson, un oficial de la Marina Mercant britànica a la Reserva Naval Reial, declara:
| « | Aquesta és la història de la batalla de l'Atlàntic, la història d'un oceà, dos vaixells i un grapat d'homes. Els homes són els herois; les heroïnes són els vaixells. L'únic dolent és el mar, el mar cruel, que l'home ha fet més cruel... | » |

A finals de 1939, just quan esclata la guerra, Ericson és reclamat al servei per la Royal Navy i se li dona el comandament de l'HMS Compass Rose, una corbeta de classe Flower de nova construcció destinada a les tasques d'escorta de combois. Els seus subtinents, Lockhart i Ferraby, tot just acaben de rebre el despatx i sense experiència al mar. El nou primer tinent, James Bennett se n'aprofita.
Malgrat aquests inconvenients inicials, la companyia del vaixell adquireix una dura experiència i es converteix en una unitat de combat eficaç. Al principi, el seu pitjor enemic és el clima, ja que els submarins alemanys no tenen l'abast per atacar els vaixells llunyans a l'Atlàntic. Amb la caiguda de França, els ports francesos es posen a disposició dels alemanys i els submarins poden atacar els combois a qualsevol part de l'Atlàntic, fent que el mal temps tingui l'avantatge més gran dels combois. A Alemanya s'uneix a la guerra Itàlia, mentre que el dictador espanyol Franco permet als submarins de l'Eix utilitzar els ports espanyols. El primer tinent és desembarcat a causa d'una malaltia, els oficials subalterns maduren i el vaixell travessa l'Atlàntic moltes vegades escortant combois, sovint amb un temps brutal. Són testimonis de l'enfonsament de molts vaixells mercants que estan encarregats de protegir i de la tràgica mort dels tripulants de la marina mercant. Una escena clau implica la decisió d'Ericson de dur a terme un atac amb càrrega de profunditat tot i que l'explosió matarà els mariners mercants que suren a l'aigua. Després de gairebé tres anys de servei, inclòs un submarí enfonsat, la Compass Rose és ella mateixa torpedinada i la seva tripulació es veu obligada a abandonar el vaixell. La majoria de la tripulació està perduda. Amb un parell de balses salvavides, Ericson sobreviu a aquest calvari juntament amb el seu primer tinent, Lockhart, i amb els pocs tripulants que queden (inclòs Ferraby) són recollits l'endemà.
Ericson és ascendit al comandant, i juntament amb Lockhart, el seu ara ascendit "Número u", pren el comandament d'una nova fragata de classe Castle, la HMS Saltash Castle. Amb Ericson al capdavant d'un grup d'escorta antisubmarina, continuen amb el deure monòton però vital d'escorta de combois. A la fi de la guerra, mentre serveixen amb els combois àrtics, persegueixen i enfonsen amb obstinació un altre submarí, marcat com a U-53, l'única "victòria" del Saltash Castle. Quan la guerra acaba, el vaixell es mostra tornant al port, com a guàrdia d'un nombre de submarins alemanys que s'han rendit.

## Repartiment
(ordre d'acord als crèdits)
- Jack Hawkins com Lieutenant Commander (posteriorment Commander) George Ericson, RNR
- Donald Sinden com Sub-Lieutenant (posteriorment Lieutenant-Commander) Keith Lockhart, RNVR
- John Stratton com Sub-Lieutenant Gordon Ferraby, RNVR
- Denholm Elliott com Sub-Lieutenant (posteriorment Lieutenant) John Morell, RNVR
- John Warner com Sub-Lieutenant Baker, RNVR
- Stanley Baker com Lieutenant James Bennett, RANVR
- Bruce Seton com Petty Officer (posteriorment Chief Petty Officer) Bob Tallow (Coxswain)
- Liam Redmond com Chief Engine Room Artificer Jim Watts
- Virginia McKenna com Second Officer Julie Hallam, WRNS
- Moira Lister com Mrs Elaine Morell
- June Thorburn com Mrs Doris Ferraby
- Megs Jenkins com Mrs Gladys Bell (Tallow's sister)
- Meredith Edwards com Yeoman of Signals Wells
- Glyn Houston com Leading Seaman Phillips
- Alec McCowen com Leading Seaman Tonbridge
- Leo Phillips com Leading Torpedoman Wainwright
- Dafydd Havard com Signalman Rose
- Fred Griffiths com Leading Stoker Gracey
- Laurence Hardy com Leading Radar Mechanic Sellars
- Sam Kydd com Leading Steward Carslake
- John Singer com Stoker Grey
- Barry Steele com Engine Room Artificer Broughton
- Gerard Heinz com Polish Captain
- Gerik Schjelderup com Norwegian Captain
- Gaston Richer com French Captain
- Andrew Cruickshank com Scott-Brown
- Barry Letts com Raikes
- Kenn Kennedy com Allingham
- Harold Goodwin com ASDIC Operator
- George Curzon com Admiral at party
- Anthony Snell com RN Lieutenant
- Ronald Simpson com RN Captain
- Don Sharp com Lieutenant Commander
- Herbert C. Walton com the Waiter
- Jack Howard com a Survivor
- Russell Waters com ARP Warden
- Harold Jamieson com ARP Warden
- Warwick Ashton com Petty Officer Instructor

## Producció

### Càsting
Tot i que el paper de l'oficial covard Bennett era un australià al llibre, l'anglès Donald Sinden va ser originalment provat a la pantalla per a la part i el gal·lès Stanley Baker va ser provat a la pantalla pel paper de Lockhart. Posteriorment, a suggeriment de Jack Hawkins i després de més proves de pantalla, els papers es van intercanviar.  El futur director Don Sharp va tenir un petit paper.

### Filmació
La pel·lícula es va rodar al Plymouth Naval Dockyard i al Canal de la Mànega. Les escenes que mostraven els mariners a l'aigua es van rodar al dipòsit d'aigua a l'aire lliure dels estudis Denham. Un altre treball es va completar als estudis Ealing. Les breus escenes que mostraven el suboficial Tallow tornant a casa amb permís es van filmar a Stepney, Londres. Els braços de la grua per sobre de les cases del fons es van editar com en realitat, els molls estaven a més d'una milla de distància.
Donald Sinden (interpretant a Lockhart) va patir a la vida real una flotabilitat negativa, el que significa que no podia flotar o nedar a l'aigua, cosa que es va descobrir mentre filmava la seqüència quan el vaixell Compass Rose s'enfonsa. El coprotagonista Jack Hawkins (interpretant Ericson) el va salvar d'ofegar-se al tanc d'aigua a l'aire lliure de Denham.
| «                                       | L'evacuació del vaixell va ser la primera escena que es va rodar al tanc, que tenia una mida d'un acre, 10 peus de profunditat i contenia dues màquines gegants de fer ones i una hèlix d'avió que tenia una mànega de foc dirigida a ella per crear l'esprai. Tota la tripulació havia de saltar per sobre del costat: el gran doble Frankie Howard des de la part superior de la superestructura. El primer assistent de direcció, Norman Priggen, va venir a mi i em va preguntar: "Saps nedar?" 'No' vaig dir. 'D'acord, saltes d'allà' i em va mostrar la posició més allunyada del banc. Vaig raonar que possiblement era l'extrem poc profund. La nit era freda i el repartiment i la tripulació es va estremir mentre esperàvem que el "mar" es tornés prou agitat: i després "ACCIÓ!" Vaig córrer cap al costat, vaig pujar i mentre saltava vaig flexionar els genolls esperant aterrar a uns tres peus d'aigua. Vaig baixar... Tots els altres van arribar segurs al banc i gràcies a Déu, Jack va sentir que algú preguntava "On és Donald?" Va tornar a capbussar-me i em va treure just a temps. Va transcendir que el Primer va pensar que havia estat fent broma quan vaig dir que no sabia nedar! Però ho vam haver de fer cinc vegades més, amb mi ara en una posició diferent. Per a una altra presa, els actors principals havien de passar per davant de la càmera en primer pla. 'ACCIÓ!' Jack Hawkins va passar nedant, després una bretxa llarga, i després Denholm Elliott... "Donald, no et vam veure, tornem a fer-ho", va dir el director . Jack, un buit, Denholm... Sens dubte, estava nedant, però, com va veure l'operador de càmera Chic Waterson, sota l'aigua. L'única resposta va ser que en Frankie Howard (el doble) prengués una respiració enorme i nedés braça sota la superfície, amb mi estirat d'esquena simulant el gateig. Si mireu amb atenció, veureu que, en comparació amb els altres, estic completament fora de l'aigua!" | » |
| — Donald Sinden, A Touch of the Memoirs | |   |

### Edició
L'escena més traumàtica de la pel·lícula es produeix després que un submarí hagi causat estralls al comboi i l'ASDIC (detector de sonar) revela que es troba sota un grup de mariners britànics que lluiten a l'aigua amb l'esperança de ser rescatats. Ericson, davant d'una elecció espantosa, deixa caure les càrregues de profunditat que destruiran l'enemic però també mataran als seus compatriotes. No obstant això, amb tota la seva professionalitat, és un ésser humà i més tard s'emborratxa i mostra els seus sentiments a Lockhart. Jack Hawkins, commogut personalment per la situació, va oferir una actuació emocional adequada i al final de l'escena les llàgrimes van rodar pel seu rostre. Dos dies més tard, després de veure'l editat, Michael Balcon va demanar a Charles Frend que el tornés a todar amb Hawkins mantenint-se controlat. Es va jugar així i Balcon ho va pronunciar absolutament perfecte. Aleshores, dos dies després, després d'una altra visualització, es va decidir que calia una mica d'emoció després de tot; l'escena es va tornar a rodar amb només una estranya llàgrima o dues i, de nou, el veredicte va ser que ara estava bé. A Hawkins li va fer gràcia observar que a la versió final de la pel·lícula es va utilitzar la primera presa original.
A la seva segona autobiografia, Donald Sinden va escriure:
| «                                         | L'editor, Peter Tanner, em va mostrar un clip d'una pel·lícula en què la Compass Rose navegava d'esquerra a dreta per la pantalla. "Ara, aquesta és exactament la foto que necessito per mostrar el vaixell que tornava a Liverpool, però el vaixell està anar pel camí equivocat.' Li vaig preguntar què volia dir i em va dir: "L'ull de l'espectador accepta qualsevol cosa que viatgi d'esquerra a dreta com a marxar de casa, qualsevol cosa que vagi de dreta a esquerra és tornar a casa. El que faré és només invertir aquesta peça de la pel·lícula i el vaixell anirà en la direcció requerida". | » |
| — Donald SindenLaughter in the Second Act | |   |

### Vaixells
La Compass Rose era en realitat la corbeta de classe Flower HMS Coreopsis (K32). L' Almirallat havia eliminat totes les seves corbetes de guerra, però la Coreopsis va ser localitzada a Malta per un dels assessors tècnics de la pel·lícula, el capità Jack Broome DSC RN (que havia estat comandant d'escorta del desafortunat Convoi PQ 17). La Coreopsis havia estat cedit a l'Armada Hel·lènica i rebatejat com a Kriezis, i estava esperant un remolc de tornada a Anglaterra. La Compass Rose porta el número del banderí "K49", que en realitat era el nombre de l'HMS Crocus.
El Saltash Castle era la corbeta de classe Castle HMS Saltash Castle, banderí F362, com a la pel·lícula. Tot i que l'havien llicenciat el 1947, es va mantenir en reserva fins que es va desballetar el 1958, i així es va poder posar a disposició per al seu ús a la pel·lícula.
Al llibre, el nou vaixell que va substituir la Compass Rose era una fragata fictícia de classe River HMS Saltash. Aquests vaixells eren significativament més grans que les corbettes de classe Castle, però havien estat pagats o venuts a l'estranger quan es va fer la pel·lícula. No obstant això, l'any 1954 es va posar a disposició una fragata de classe River de la Royal Canadian Navy, la HMCS New Glasgow, per interpretar el fictici HMS Rockhampton a la pel·lícula de John Wayne The Sea Chase.) A la pel·lícula, quan pujaven al seu nou vaixell, els personatges d'Ericson i Lockhart comenten que cap dels dos ha sentit parlar d'un castell a Saltash – en realitat no n'hi ha, tot i que al terme hi ha diverses fortificacions.
Tots dos vaixells estaven ancorats a Plymouth, amb Plymouth Sound substituint el riu Mersey. Les escenes dels vaixells al mar es van filmar al Canal de la Mànega només fora de la vista de terra. Aquestes aigües costaneres i un calendari de rodatge d'estiu van fer que el mar estigués en general massa tranquil per representar eficaçment les condicions a l'Atlàntic a l'hivern, de manera que els vaixells van ser portats a la Portland Race. Encara que només a un parell de milles de la costa, una sèrie de corrents de marea en conflicte i un banc de sorra proporcionen onades grans previsibles, encara que sovint perilloses, i un mar alterat. Els vaixells solen evitar deliberadament la Portland Race, però la Compass Rose es va passar directament durant el pic de la marea per aconseguir els trets necessaris.

## Recepció

### Taquilla
Va ser la pel·lícula de més èxit a la taquilla britànica l'any 1953 i va fer que Jack Hawkins fos votada com l'estrella més popular entre el públic britànic.
La majoria de les pel·lícules de guerra britàniques d'aquesta època van tenir un mal rendiment a la taquilla dels Estats Units; tanmateix, la pel·lícula va ser una de les poques que va contrarestar aquesta tendència. Va guanyar £215.000 (aproximadament £4,9 milions segons els estàndards de 2013) als Estats Units, una xifra alta per a les pel·lícules britàniques en aquell moment. (Variety va informar d'aquesta xifra en $600.000.).

### Llegat
El 1956, segons el documental Fifties British War Films: Days of Glory, quan Elstree Studios es venia a la BBC, se li va preguntar a Sir Michael Balcon quin havia estat el seu major èxit durant el seu mandat. Ell va respondre: "Crec que potser The Cruel Sea perquè quan vam veure això per primera vegada, ens vam adonar que realment ho havíem aconseguit. Semblava que s'havia gelificat i estava absolutament correcte. De vegades no tens aquesta sensació, però amb això ho vam fer tots".
Ocupa el lloc 75 de la llista del British Film Institute de les 100 millors pel·lícules britàniques.
La pel·lícula té un estatus de culte dins de la Royal Navy, amb la tradició de "Cruel Sea Night" en la qual els nous sotsoficials miraran la pel·lícula amb armilles salvavides i són ruixats amb cervesa sempre que l'HMS Compass Rose té el mal temps o determinades línies com ara "Snorkers!". Aquest és un ritu de pas per a molts membres de la Royal Navy i es fa amb tanta consideració com creuar la línia.
Halliwell's Film Guide va descriure la pel·lícula com una "transcripció competent d'un llibre més venut, netament produït i interpretat".